# Curtare
Curtarea este procesul de alegere și atragere a altui individ cu scopul de a stabili o relație intimă care poate fi de reproducere, iubire, sexuală, conviețuire, căsătorie. Curtarea este o practică a multor animale inclusiv a omului.

## În lumea animală

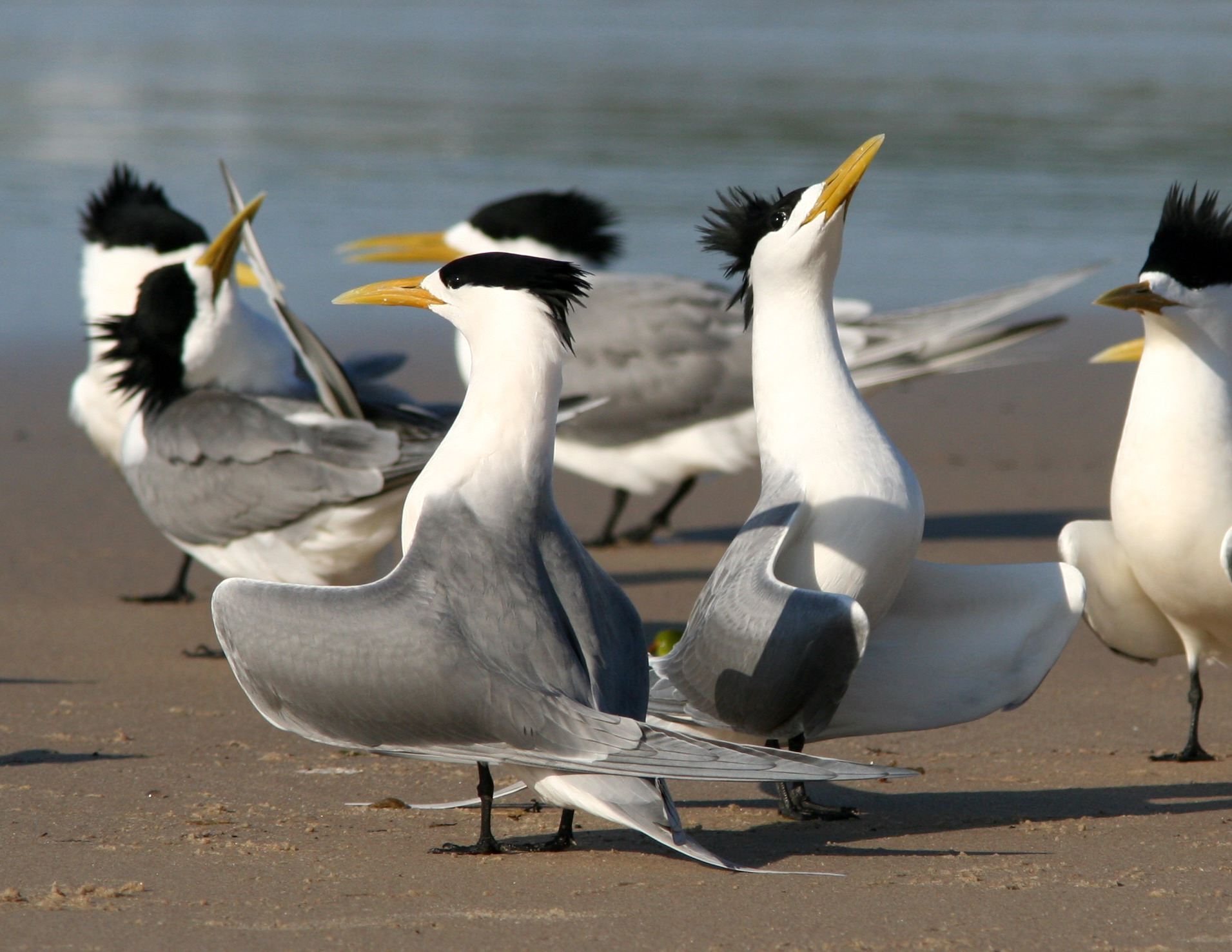
Dans nupțial

Multe specii de animale în perioada împerecherii au un comportament mai mult sau mai puțin ciudat. În mod frecvent curtarea se manifestă printr-o etalare a calităților fizice, cum ar fi înfoierea penelor viu colorate, prin producerea unor sunete și cântece speciale prin oferirea de cadouri (pietricele viu colorate, rămurele) sau prin lupta cu alți masculi. Acest tip de comportament poate fi mai adesea observat la păsări. 
Curtarea crește disponibilitatea de împerechere și de asemenea dorința sexuală a indivizilor. De asemenea în cazurile speciilor teritoriale și solitare scade agresivitatea specifică față de ceilalți membri ai aceleiași specii. 
Curtarea poate fi alcătuită din mai multe elemente depinzând de specia și acestea ar putea fi:
- dansuri nupțiale
- cântece pentru a găsi perechea și de a o cuceri
- mângâieri
- jocuri de atac și fugă

## În societatea umană

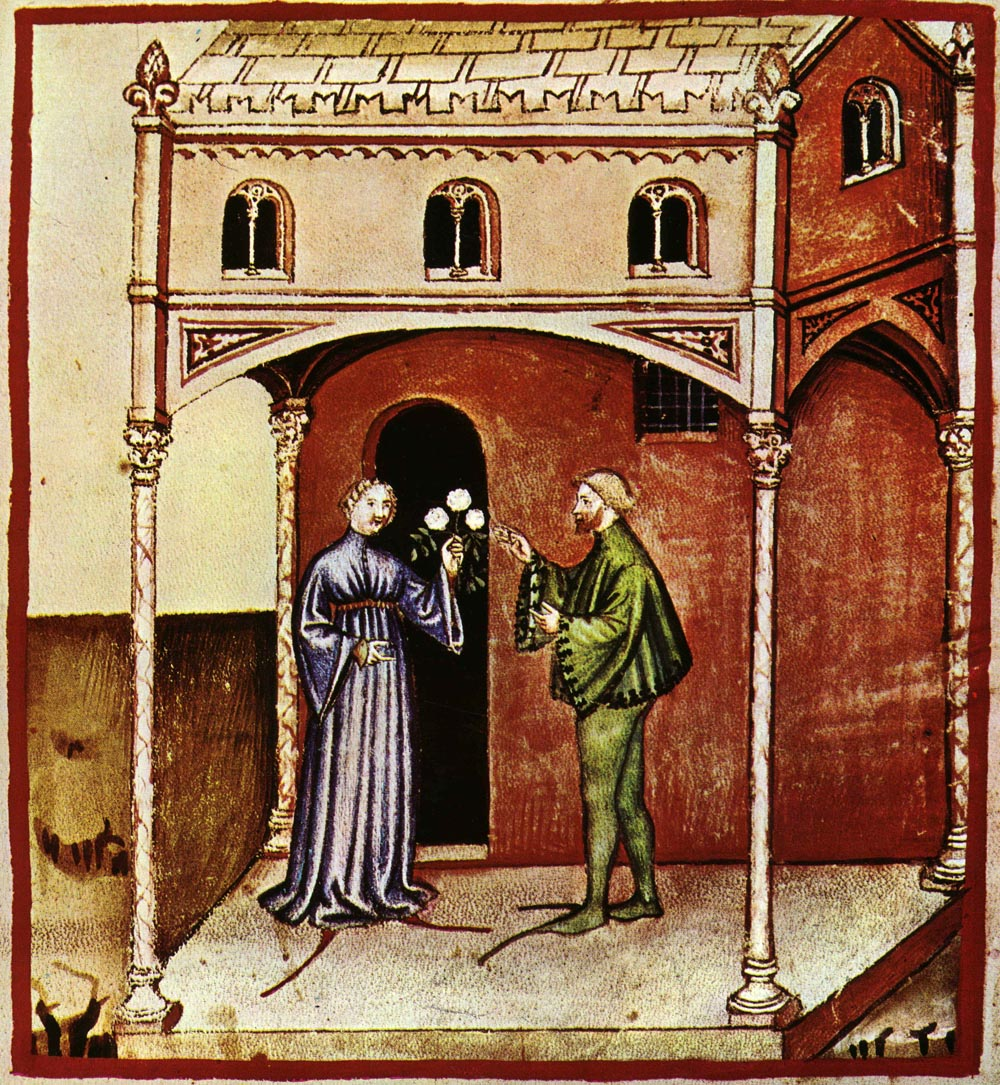

Între oameni există multe feluri de curtare depinzând de cultura de care aparține respectivul individ. De la procedee stricte și complexe până la lipsa curtării în țări unde căsătoriile sunt prestabilite de părinți, unde cei care urmează să se căsătorească nu au nici un cuvânt de spus. 
În societățile moderne de tip occidental, în timpul întâlnirilor persoanele încearcă să se cunoască să exploreze personalitatea celuilalt, de a-și etala calitățile fizice, cognitive și comportamentale, de a percepe compatibilitatea și apropierea dintre indivizi, firea, integritatea, valorile morale, năzuințe, maturitate, viziuni în privința vieții sexuale, de cuplu sau religioase.